# Венгжце (Малопольское воеводство)
Ве́нгжце (пол. Węgrzce) — село в Польше в сельской гмине Зелёнки Краковского повета Малопольского воеводства.
Село располагается в 7 км от административного центра воеводства города Краков. Через село проходит дорога 7, являющаяся частью европейской автомагистрали Е77.

## История
Село было основано в первой половине XII века польским королём Болеславом III Кривоустым. Первое документированное свидетельство относится к 1350 году. В этом документе село называется как Вангерце (Vangerce). В 1490 году село упоминается как Вонгерче (Wągercze). С 1581 году впервые встречается название Венкрче (Wękrcze).
В 1887 году австрийские власти построили около села Танковый главный форт 47а «Венгже», который был одним из элементов Краковской крепости.
В 1906/07 годах в селе проживал польский художник Станислав Выспяньский. В 1906 году он купил дом, в котором устроил художественную мастерскую. Здесь Станислав Выспяньский написал две картины «Зигмунд Август» и «Юлий II». В 1914 году дом Станислава Выспяньского был снесён во время расширения Танкового форта.
19 января 1945 года село было освобождено советскими войсками.
До 1954 года село было административным центром одноимённой сельской гмины. В 1975—1998 годах село входило в состав Краковского воеводства.

## Население
По состоянию на 2013 год в селе проживало 2889 человек.
| 2010 | 2013 |
| ---- | ---- |
| 2585 | 2889 |

Данные переписи 2013 года:
| Перепись  | Всего   | Всего | Женщины | Женщины | Мужчины | Мужчины |
| --------- | ------- | ----- | ------- | ------- | ------- | ------- |
| Единицы   | человек | %     | человек | %       | человек | %       |
| Население | 2889    | 100   | 1519    |         | 1370    |         |

## Достопримечательности
- Каменный обелиск в честь Станислава Выспянского, который был установлен в 1969 на месте, где ранее стоял его дом.
- Памятник советским солдатам, установленный в 1980 году.
- Бывшая усадьба с парком, построенная на рубеже XIX—XX веков. Ранее принадлежала францисканцам из Кракова.